# ボルボ・コンセプト・XCクーペ
ボルボ・コンセプト・XCクーペ

は、2014年1月に北米国際オートショーで公開されたコンセプトカー。

## 概要
ボルボ・コンセプト・XCクーペは、ボルボの設計責任者トーマス・インゲンラートが設計した2番目の3ドアコンセプトカーである。2013年9月、フランクフルトモーターショーに公開されたボルボ・コンセプト・クーペの兄弟モデルになる。
新世代プラットフォーム「スケーラブルプロダクトアーキテクチャー（英語: Scalable Product Architecture）(SPA)」に基づいており、
2014年9月に発表された、次世代ボルボの方向性を表現する新型XC90（2代目）にも引き継がれている。

## ギャラリー

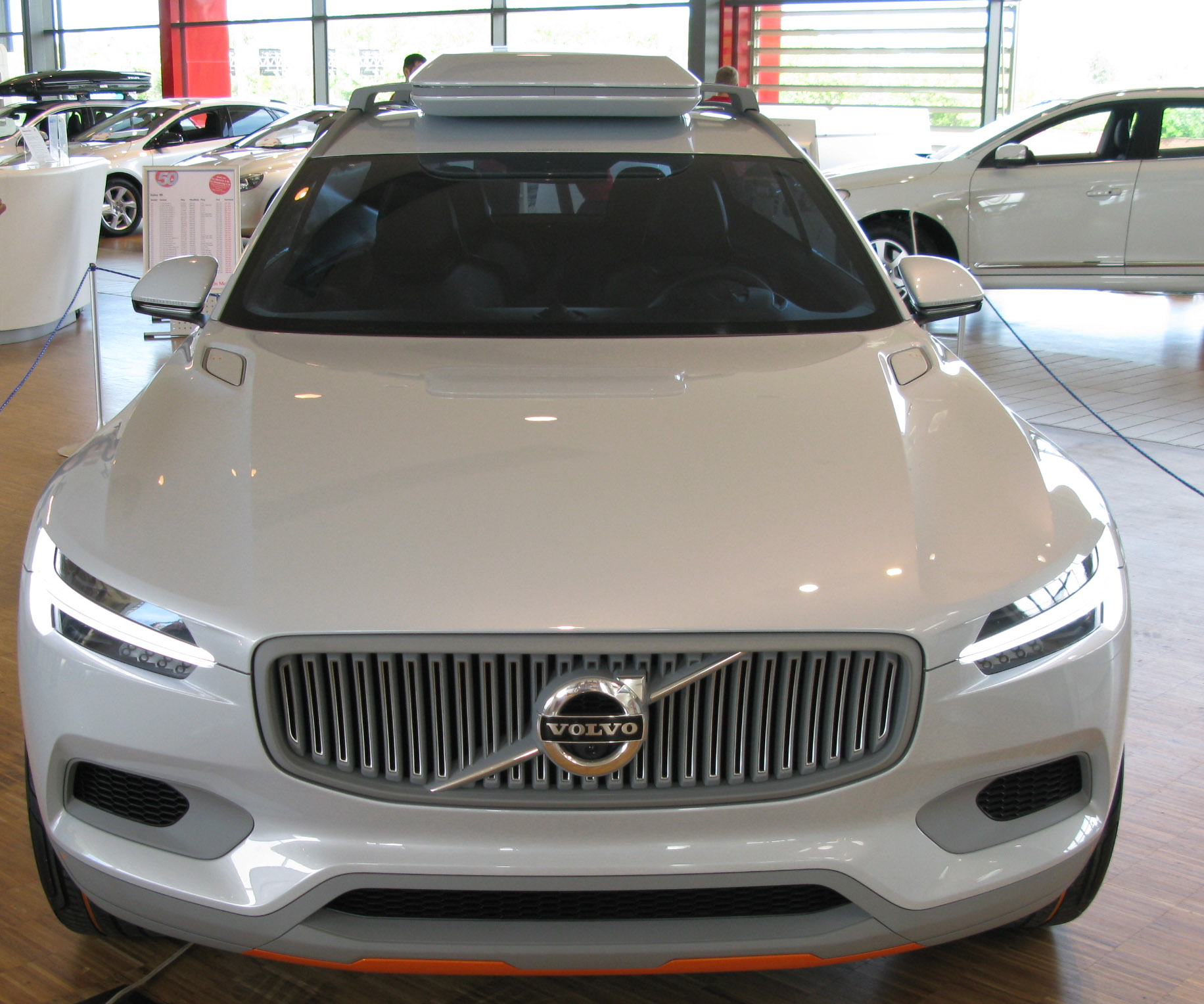
Concept XC Coupe Front
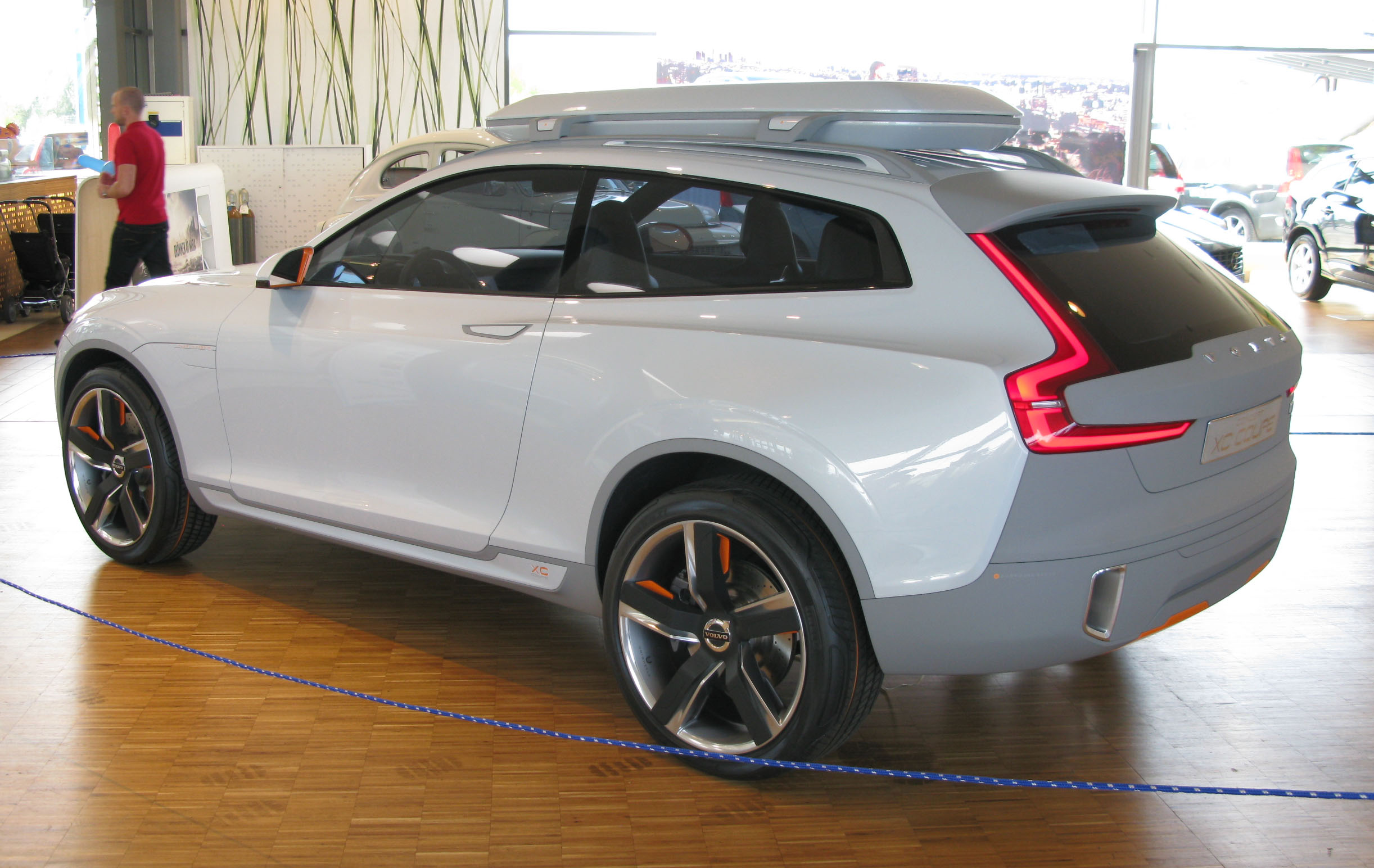
Concept XC Coupe Side
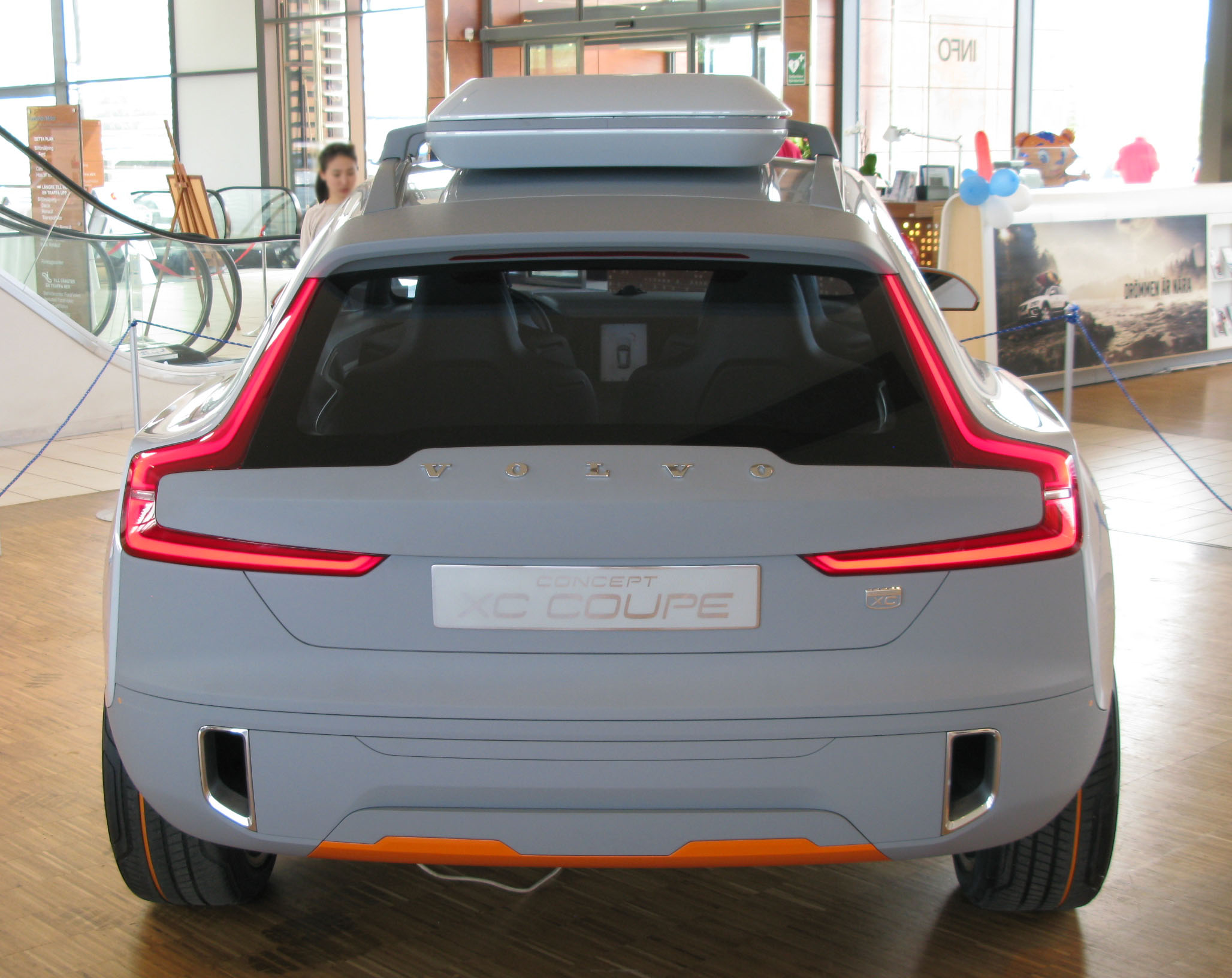
Concept XC Coupe Rear